# Юнес Айтамер
Юнес Айтамер (араб. يونس أيت عامر, нар. 23 квітня 2003, Мюнхен, Німеччина) — алжирський футболіст, нападник другої команди мюнхенської «Баварії».

## Ігрова кар'єра

### Клубна
Свій футбольний шлях Юнес Айтамер починав у юнацькій команді німецького клубу «Унтергахінг». У 2017 році він приєднався до молодіжної команди мюнхенської «Баварії».
З 2021 року футболіст почав грати в другій команді «Баварія II» в Регіональній лізі. 28 вересня 2021 року Айтамер провів першу гру в дублюючому складі «Баварії».

### Збірна
Юнес Айтамер провів шість матчів у складі молодіжної збірної Алжиру.

## Особисте життя
Своїм футбольним кумиром Юнес вважає алжирського футболіста Ріяда Махреза.